# Xã Cleveland, Quận Little River, Arkansas
Xã Cleveland (tiếng Anh: Cleveland Township) là một xã thuộc quận Little River, tiểu bang Arkansas, Hoa Kỳ. Năm 2010, dân số của xã này là 913 người.